# Суха Балка (Веселинівська селищна громада)
Суха́ Ба́лка— село в Україні, у Веселинівській селищній громаді Вознесенського району Миколаївської області. Населення становить 17 осіб. Колишній орган місцевого самоврядування — Миколаївська сільська рада.
7 (20) листопада 1917 року, відповідно до Третього Універсалу Української Центральної Ради, увійшло до складу Української Народної Республіки.  